# Liga2 2025 (Perú)
La Liga2 de Fútbol Profesional del Perú 2025, conocida como Liga2 2025 y por razones de patrocinio como Liga2 Caja Cusco 2025, es la edición número 73 de la Segunda División del Perú, la vigésima desde que se descentraliza en 2006, la séptima bajo la denominación de Liga2 y la primera bajo el patrocinio de Caja Cusco.
Esta edición está conformada por 15 equipos, 10 equipos participantes de la Liga2 2024, 3 descendidos de la Liga1 2024 y 2 ascendidos de la Copa Perú 2024.

## Sistema

### Fase Regional
El torneo se jugará por grupos según la distribución geográfica de los equipos. Cada grupo tendrá 7 y 8 equipos, los cuales estarán divididos en Grupo 1 y Grupo 2 respectivamente, donde jugarán todos contra todos en dos ruedas (ida y vuelta) en un total de 14 fechas, esta clasificación se hizo con la intención de que los gastos logísticos se reduzcan para los clubes, quienes tendrán que asumir con la totalidad de estos egresos.
Grupo 1:
| Club                  | Localización | Departamento |
| --------------------- | ------------ | ------------ |
| ADA Jaén              | Jaén         | Cajamarca    |
| Carlos A. Mannucci    | Trujillo     | La Libertad  |
| Deportivo Llacuabamba | Huamachuco   | La Libertad  |
| FC Cajamarca          | Cajamarca    | Cajamarca    |
| FC San Marcos         | Huaraz       | Áncash       |
| Pirata FC             | Chongoyape   | Lambayeque   |
| Univ. César Vallejo   | Trujillo     | La Libertad  |

Grupo 2:
| Club                 | Localización | Departamento |
| -------------------- | ------------ | ------------ |
| Academia Cantolao    | Callao       | Callao       |
| Bentín Tacna Heroica | Tacna        | Tacna        |
| Comerciantes FC      | Iquitos      | Loreto       |
| Deportivo Coopsol    | Lima         | Lima         |
| Deportivo Moquegua   | Moquegua     | Moquegua     |
| Santos FC            | Nazca        | Ica          |
| Unión Comercio       | Tarapoto     | San Martín   |
| Univ. de San Martín  | Lima         | Lima         |

### Fase de grupos
Los cinco primeros del Grupo 1 y del Grupo 2 pasarán a la siguiente fase, la Fase de grupos, conformándose el Grupo Campeonato "A" con el 1°, 3° y 5° del Grupo 1 más el 2° y 4° del Grupo 2. Por otro lado, el Grupo Campeonato "B" será conformado por el 1°, 3° y 5° del Grupo 2 más el 2° y 4° de Grupo 1.
Para el inicio de estos grupos, los primeros del Grupo 1 y 2 iniciarán con 2 puntos adicionales, mientras que los segundos lo harán con 1 punto adicional, grupos que jugarán un total de 10 fechas.
En cuanto a los equipos restantes, estos serán parte del Grupo Descenso.

### Playoffsde ascenso
Se definirán al campeón y el ganador del repechaje que ascenderán. Se dividirá en cuatro etapas:
Cuartos de final: 
- Se enfrentan a partido único, siendo locales los equipos que ocuparon el 2° lugar de cada grupo:
  - Llave 1: 2° del Grupo B vs. 3° del Grupo A
  - Llave 2: 2° del Grupo A vs. 3° del Grupo B
- Los ganadores de dichas llaves clasificarán a semifinales.

 Semifinales: 
- Se enfrentan en partidos de ida y vuelta, siendo local en el partido de ida el club proveniente de la Fase 1 en cada caso:
  - A: 1° Grupo A vs. ganador Llave 1
  - B: 1° Grupo B vs. ganador Llave 2
- Los ganadores de dichas llaves clasificarán a la final.

 Final y partido por el tercer puesto: 
- Se enfrentan en partidos de ida y vuelta, siendo local en el partido de vuelta el equipo mejor posicionado:
  - 3° puesto: Perdedor A vs. Perdedor B
  - Campeón: Ganador A vs. Ganador B
- El campeón ascenderá a la Liga1 2026 y el subcampeón jugará un repechaje ante el 3° puesto.

 Partido por el segundo ascenso: 
- Se enfrentan en partidos de ida y vuelta, siendo local en el partido de vuelta el equipo mejor posicionado:
  - Subcampeón vs. 3° puesto
- El ganador de esta llave acompañará al campeón a la Liga1 2026.

En todos los casos, en caso de empate en el global de goles, el ganador será definido por medio de los penales

### Descenso a Liga3
Una vez conformado el Grupo Descenso por el 6° y 7° del Grupo 1 y el 6°, 7° y 8° del Grupo 2, estos jugarán 2 rondas de todos contra todos (ida y vuelta), en un total de 10 fechas, donde el que ocupe el último lugar descenderá a la Liga3 2026.

## Ascensos y descensos
Un total de 15 equipos disputan la liga, incluyendo diez equipos de la temporada anterior, dos ascendidos (finalistas de la Copa Perú) y tres descendidos (últimos puestos en la tabla acumulada de la Liga1).
| Pos. | Descendidos de la Liga1 2024 |
| ---- | ---------------------------- |
| 16.° | Carlos A. Mannucci           |
| 17.º | Universidad César Vallejo    |
| 18.° | Unión Comercio               |

| Pos. | Ascendidos de la Liga2 2024 |
| ---- | --------------------------- |
| Cam. | Alianza Universidad         |
| Sub. | Juan Pablo II College       |
| Pos. | Reintegrado a la Liga1 2025 |
| Res. | Ayacucho FC                 |
| Res. | Deportivo Binacional        |

| Pos. | Descendido de la Liga2 2024 |
| ---- | --------------------------- |
| GD.  | Carlos Stein                |
| Des. | Juan Aurich                 |
| Des. | Unión Huaral                |
| Des. | Deportivo Municipal         |

| Pos. | Ascendidos de la Copa Perú 2024 |
| ---- | ------------------------------- |
| Cam. | Bentín Tacna Heroica            |
| Sub. | FC Cajamarca                    |

## Geolocalización
Un total de 15 equipos participarán en esta edición, contando con 11 regiones involucradas. La región de La Libertad tendrá la mayor cantidad de representantes, con tres equipos.
| Equipos por departamentos | Equipos por departamentos | Equipos por departamentos                                             | Equipos por departamentos |
| Departamento              | N.º                       | Equipos                                                               | Mapa |
| ------------------------- | ------------------------- | --------------------------------------------------------------------- | --- |
| La Libertad               | 3                         | Carlos A. Mannucci, Deportivo Llacuabamba y Universidad César Vallejo | Unión Comercio U. San Martín Pirata FC ADA San Marcos Coopsol Cantolao Llacuabamba Santos FC Comerciantes FC C. Mannucci · U. César Vallejo Dep. Moquegua Bentín T. Heroica FC Cajamarca Localización de los equipos de la Segunda División de 2025 · Grupo 1; Grupo 2. |
| Cajamarca                 | 2                         | ADA Jaén y FC Cajamarca                                               | Unión Comercio U. San Martín Pirata FC ADA San Marcos Coopsol Cantolao Llacuabamba Santos FC Comerciantes FC C. Mannucci · U. César Vallejo Dep. Moquegua Bentín T. Heroica FC Cajamarca Localización de los equipos de la Segunda División de 2025 · Grupo 1; Grupo 2. |
| Lima                      | 2                         | Deportivo Coopsol y Universidad San Martín                            | Unión Comercio U. San Martín Pirata FC ADA San Marcos Coopsol Cantolao Llacuabamba Santos FC Comerciantes FC C. Mannucci · U. César Vallejo Dep. Moquegua Bentín T. Heroica FC Cajamarca Localización de los equipos de la Segunda División de 2025 · Grupo 1; Grupo 2. |
| Áncash                    | 1                         | FC San Marcos                                                         | Unión Comercio U. San Martín Pirata FC ADA San Marcos Coopsol Cantolao Llacuabamba Santos FC Comerciantes FC C. Mannucci · U. César Vallejo Dep. Moquegua Bentín T. Heroica FC Cajamarca Localización de los equipos de la Segunda División de 2025 · Grupo 1; Grupo 2. |
| Callao                    | 1                         | Academia Cantolao                                                     | Unión Comercio U. San Martín Pirata FC ADA San Marcos Coopsol Cantolao Llacuabamba Santos FC Comerciantes FC C. Mannucci · U. César Vallejo Dep. Moquegua Bentín T. Heroica FC Cajamarca Localización de los equipos de la Segunda División de 2025 · Grupo 1; Grupo 2. |
| Ica                       | 1                         | Santos FC                                                             | Unión Comercio U. San Martín Pirata FC ADA San Marcos Coopsol Cantolao Llacuabamba Santos FC Comerciantes FC C. Mannucci · U. César Vallejo Dep. Moquegua Bentín T. Heroica FC Cajamarca Localización de los equipos de la Segunda División de 2025 · Grupo 1; Grupo 2. |
| Lambayeque                | 1                         | Pirata FC                                                             | Unión Comercio U. San Martín Pirata FC ADA San Marcos Coopsol Cantolao Llacuabamba Santos FC Comerciantes FC C. Mannucci · U. César Vallejo Dep. Moquegua Bentín T. Heroica FC Cajamarca Localización de los equipos de la Segunda División de 2025 · Grupo 1; Grupo 2. |
| Loreto                    | 1                         | Comerciantes FC                                                       | Unión Comercio U. San Martín Pirata FC ADA San Marcos Coopsol Cantolao Llacuabamba Santos FC Comerciantes FC C. Mannucci · U. César Vallejo Dep. Moquegua Bentín T. Heroica FC Cajamarca Localización de los equipos de la Segunda División de 2025 · Grupo 1; Grupo 2. |
| Moquegua                  | 1                         | Deportivo Moquegua                                                    | Unión Comercio U. San Martín Pirata FC ADA San Marcos Coopsol Cantolao Llacuabamba Santos FC Comerciantes FC C. Mannucci · U. César Vallejo Dep. Moquegua Bentín T. Heroica FC Cajamarca Localización de los equipos de la Segunda División de 2025 · Grupo 1; Grupo 2. |
| San Martín                | 1                         | Unión Comercio                                                        | Unión Comercio U. San Martín Pirata FC ADA San Marcos Coopsol Cantolao Llacuabamba Santos FC Comerciantes FC C. Mannucci · U. César Vallejo Dep. Moquegua Bentín T. Heroica FC Cajamarca Localización de los equipos de la Segunda División de 2025 · Grupo 1; Grupo 2. |
| Tacna                     | 1                         | Bentín Tacna Heroica                                                  | Unión Comercio U. San Martín Pirata FC ADA San Marcos Coopsol Cantolao Llacuabamba Santos FC Comerciantes FC C. Mannucci · U. César Vallejo Dep. Moquegua Bentín T. Heroica FC Cajamarca Localización de los equipos de la Segunda División de 2025 · Grupo 1; Grupo 2. |

## Datos
Equipos participantes de la temporada 2025.
| Equipo                | Ciudad     | Entrenador          | Estadio                 | Aforo  | Estadio alternativo                                                                           | Proveedor     | Patrocinador principal (Pecho) | Otros patrocinadores (Mangas u otras partes)                                                                                |
| --------------------- | ---------- | ------------------- | ----------------------- | ------ | --------------------------------------------------------------------------------------------- | ------------- | ------------------------------ | --- |
| Academia Cantolao     | Lima       | Francisco Melgar    | Municipal de Chorrillos | 15 000 | 3 alternativas Campolo Alcalde Miguel Grau Segundo Aranda Torres                              | Shumawa Sport | Bandera de ?                   | Ver lista Shumawa Sport Sporade                                                                                             |
| ADA Jaén              | Jaén       | Erick Torres        | Víctor Montoya Segura   | 9 000  | 2 alternativas Héroes de San Ramón San Luis                                                   | Jave          | Picorana Coffee                | Ver lista Botica Estrellita Clínica Ebenezer Hotel Americano Sporade Wilmer Mendoza DC                                      |
| Bentín Tacna Heroica  | Tacna      | Ysrael Zúñiga       | Jorge Basadre           | 19 850 | 1 alternativa Joel Gutiérrez                                                                  | Angles Sport  | Radio Uno                      | Ver lista Angles Sport Clínica Certa Clínica La Luz Generade Neumann Inst. Superior Olaz Internet Torneo                    |
| Carlos A. Mannucci    | Trujillo   | Luis Cordero        | Mansiche                | 25 000 | 3 alternativas Chan Chan Municipal de Casa Grande Carlos A. Olivares                          | Jave          | UPAO                           | Ver lista AguaFiel Cinética Medicina Deportiva Sporade Swift Iluminación                                                    |
| Comerciantes FC       | Iquitos    | José Collatti       | Max Augustin            | 24 500 | 2 alternativas Ricardo Cruzalegui Rojas Carlos Vidaurre García                                | New Athletic  | Jancos Corp.                   | Ver lista BeneFisio Caja Maynas GyS Hotel Oro Verde New Atletic Sporade Winsar Salud                                        |
| Deportivo Coopsol     | Lima       | Javier Arce         | Municipal de Chorrillos | 15 000 | 2 alternativas Hugo Sotil Facundo Ramírez Aguilar                                             | Shumawa Sport | Servicios Modales              | Ver lista Campo Mayor Coopsol Ingenieria Physio Sport Sporade                                                               |
| Deportivo Llacuabamba | Huamachuco | Martín Hidalgo      | Municipal de Huamachuco | 5 000  | 4 alternativas Víctor Raúl Chan Chan Germán Contreras Héroes de San Ramón Municipal de Otuzco | Trusports     | CC. Llacuabamba                | Ver lista CC. Llacuabamba Hotel Santa María Sporade Trusports                                                               |
| Deportivo Moquegua    | Moquegua   | Jaime Serna         | 25 de Noviembre         | 21 073 | 1 alternativa Mariscal Nieto                                                                  | Palant        | Southern Perú Grupo México     | Ver lista Agua Loa CAYEY Elysian La Petite Grupo del Sur MAWI Restobar Moquegua Turismo Palant PPY Radio Americana Superfit |
| FC Cajamarca          | Cajamarca  | José Infante        | Héroes de San Ramón     | 10 495 | 1 alternativa Cristo el Señor                                                                 | Shumawa Sport | IRZA Ingenieros                | Ver lista ImperioGym S'pura Shumawa Sport Sporade                                                                           |
| FC San Marcos         | Huaraz     | Sebastián García    | Rosas Pampa             | 22 000 | 3 alternativas Municipal de Recuay Rubén Alfaro Guardia Municipal de San Marcos               | Matix         | Manuel Ugarte                  | Ver lista CLínica Vera Matix Sporade                                                                                        |
| Pirata FC             | Chiclayo   | Carlos Díaz         | Carlos Samamé Cáceres   | 6 000  | 3 alternativas Francisco Mendoza Pizarro César Flores Marigorda Municipal de la Juventud      | Real Sport    | Bandera de ?                   | Ver lista Agua Santísima Labe Pharma Lamb Real Sport Sporade                                                                |
| Santos FC             | Nazca      | Juan Bazalar        | Pedro Huamán Román      | 10 000 | 2 alternativa José Picasso Peratta Teovaldo Pinillos                                          | Palant        | Grupo Belizario JJ Bravo SAC   | Ver lista Arena Nazca Arleo SAC Gym Millenium Palant Reyes Avícola Sporade                                                  |
| Unión Comercio        | Tarapoto   | Jesús Oropesa       | Carlos Vidaurre García  | 7 000  | 2 alternativas IPD Moyobamba IPD Nueva Cajamarca                                              | Shumawa Sport | Plaza Unicachi                 | Ver lista Corporación Chavez Shumawa Sport Sporade                                                                          |
| Univ. César Vallejo   | Trujillo   | Guillermo del Solar | César Acuña Peralta     | 2 000  | 3 alternativas Mansiche Chan Chan Carlos A. Olivares Municipal de Casa Grande                 | Astro         | UCV                            | Ver lista Marcadores247 Promant Sporade Vendomática                                                                         |
| Univ. San Martín      | Lima       | Paul Cominges       | Villa Deportiva USMP    | 1 217  | 3 alternativas Miguel Grau San Marcos Nacional                                                | Convert       | AJANI MUR                      | Ver lista Convert Infinitek Sporade USMP                                                                                    |

### Jugadores extranjeros
| Equipo                    | Jugador 1         | Jugador 2               | Jugador 3         | Jugador 4         | Jugador 5         |
| ------------------------- | ----------------- | ----------------------- | ----------------- | ----------------- | ----------------- |
| Academia Cantolao         | Santiago Razzeto  | Yhonier López           | Mateo Gutiérrez   | Alan Olmedo       | Steven Gómez      |
| ADA Jaén                  | Facundo Rodríguez | Gabriel Acevedo         | Steven Aponzá     | Emanuel Maciel    | José Valencia     |
| Bentín Tacna Heroica      | Germán Pacheco    | Félix Banega            | Luís Leal         | Oscar Sainz       |                   |
| Carlos A. Mannucci        | Gonzalo Rizzo     | Francisco Casanova      | Fernando Godoy    | Léiner Escalante  | Cristian Martínez |
| Comerciantes FC           | Leonardo Silva    | Jefferson Valdeblanquez | Maximiliano Lemos |                   |                   |
| Deportivo Coopsol         | Esteban Ruíz      | Olmes García            | Luther Rueda      | Richard Sánchez   |                   |
| Deportivo Llacuabamba     | Facundo Falcón    | Maximiliano Zárate      | Gustavo Collante  | Keziel Santos     | Edgar Castillo    |
| Deportivo Moquegua        | Nicolás Chávez    | Luciano Centurión       | Cristian Lasso    | Jeferson Collazos | Heitor Saldanha   |
| FC Cajamarca              | Jonathan Segura   | Abel Casquete           | Leandro Basan     | Matías Iglesias   | Diego Cuadros     |
| FC San Marcos             | Damián Arce       | Luciano Paz             |                   |                   |                   |
| Pirata FC                 | Tomas Di Leo      | Alex Valoyes            | Lautaro Chaparro  | Kevin Lugo        | Braian Vargas     |
| Santos FC                 | Jonathan Farías   | Julián Muñoz            | Merlyn Estacio    | Sebastián Colón   | Yeison Mena       |
| Unión Comercio            | Jhonny Mena       | Víctor Perlaza          | Gabriel Morales   | Jesús Arrieta     | Nicolás González  |
| Universidad César Vallejo | Jardel Córtez     | Fernando Da Rosa        | Patricio Núñez    |                   |                   |
| Universidad San Martín    | Santiago Cortés   | Juan Caicedo            | Brian Flores      |                   |                   |

|  | Formó parte del club en esta temporada |  | Convocado por la selección de su país en esta temporada |

## Fase Regional

### Grupo 1
| Pos. | Equipo                    | Pts. | PJ | G | E | P | GF | GC | Dif. | Clasificación       |
| ---- | ------------------------- | ---- | -- | - | - | - | -- | -- | ---- | ------------------- |
| 1    | FC Cajamarca              | 25   | 12 | 8 | 1 | 3 | 19 | 13 | +6   | Grupo A (+2 puntos) |
| 2    | FC San Marcos             | 18   | 12 | 5 | 3 | 4 | 9  | 5  | +4   | Grupo B (+1 punto)  |
| 3    | Universidad César Vallejo | 17   | 12 | 5 | 2 | 5 | 14 | 10 | +4   | Grupo A             |
| 4    | ADA Jaén                  | 16   | 12 | 4 | 4 | 4 | 12 | 13 | −1   | Grupo B             |
| 5    | Carlos A. Mannucci        | 15   | 12 | 5 | 2 | 5 | 17 | 14 | +3   | Grupo A             |
| 6    | Deportivo Llacuabamba     | 15   | 12 | 4 | 3 | 5 | 12 | 17 | −5   | Grupo Descenso      |
| 7    | Pirata FC                 | 10   | 12 | 3 | 1 | 8 | 5  | 16 | −11  | Grupo Descenso      |

Actualizado a los partidos jugados el 05 de julio de 2025.
 Fuente: FPF
Criterios de clasificación: Puntos · Diferencia de goles · Goles a favor · Duelos directos
Notas:
1. ↑  La Comisión Disciplinaria declaró la resta de 2 puntos en contra del Club Carlos A. Mannucci, por una deuda no pagada.

### Grupo 2
| Pos. | Equipo                 | Pts. | PJ | G | E | P  | GF | GC | Dif. | Clasificación       |
| ---- | ---------------------- | ---- | -- | - | - | -- | -- | -- | ---- | ------------------- |
| 1    | Comerciantes FC        | 28   | 14 | 8 | 4 | 2  | 25 | 12 | +13  | Grupo B (+2 puntos) |
| 2    | Deportivo Moquegua     | 25   | 14 | 7 | 4 | 3  | 20 | 13 | +7   | Grupo A (+1 punto)  |
| 3    | Unión Comercio         | 23   | 14 | 7 | 2 | 5  | 24 | 19 | +5   | Grupo B             |
| 4    | Bentín Tacna Heroica   | 23   | 14 | 7 | 2 | 5  | 25 | 21 | +4   | Grupo A             |
| 5    | Santos FC              | 21   | 14 | 6 | 3 | 5  | 21 | 21 | 0    | Grupo B             |
| 6    | Universidad San Martín | 20   | 14 | 6 | 2 | 6  | 17 | 20 | −3   | Grupo Descenso      |
| 7    | Deportivo Coopsol      | 12   | 14 | 3 | 3 | 8  | 13 | 25 | −12  | Grupo Descenso      |
| 8    | Academia Cantolao      | 4    | 14 | 0 | 4 | 10 | 7  | 21 | −14  | Grupo Descenso      |

Actualizado a los partidos jugados el 28 de junio de 2025.
 Fuente: FPF
Criterios de clasificación: Puntos · Diferencia de goles · Goles a favor · Duelos directos

### Resultados
- Los horarios corresponden a la hora local del Perú: (UTC–5).

| Fecha 1                | Fecha 1              | Fecha 1   | Fecha 1                   | Fecha 1                | Fecha 1    | Fecha 1 | Fecha 1            | Fecha 1               |
| G.                     | Local                | Resultado | Visitante                 | Estadio                | Fecha      | Hora    | Árbitro            | Transmisión           |
| ---------------------- | -------------------- | --------- | ------------------------- | ---------------------- | ---------- | ------- | ------------------ | --------------------- |
| 2                      | Bentín Tacna Heroica | 2 – 2     | Deportivo Moquegua        | 25 de Noviembre        | 4 de abril | 15:30   | Giancarlo Alvarado | Tacna Sports FPF      |
| 1                      | FC San Marcos        | 1 – 0     | Pirata FC                 | Rosas Pampa            | 5 de abril | 13:00   | Javier Casanova    | —                     |
| 2                      | Santos FC            | 1 – 1     | Comerciantes FC           | Pedro Huamán Román     | 5 de abril | 15:00   | James Huamaní      | Best Cable Sports FPF |
| 2                      | Academia Cantolao    | 0 – 0     | Universidad San Martín    | Iván Elías Moreno      | 6 de abril | 11:00   | Walter Guadalupe   | Best Cable Sports FPF |
| 2                      | Unión Comercio       | 3 – 1     | Deportivo Coopsol         | Carlos Vidaurre García | 6 de abril | 15:00   | Luis Ciriaco       | —                     |
| 1                      | FC Cajamarca         | 2 – 0     | Deportivo Llacuabamba     | Héroes de San Ramón    | 6 de abril | 15:00   | Jorge Tello        | —                     |
| 1                      | ADA Jaén             | 0 – 1     | Universidad César Vallejo | Víctor Montoya Segura  | 28 de mayo | 15:30   | Lenin Montalbán    | —                     |
| Libre: Carlos Mannucci |                      |           |                           |                        |            |         |                    |                       |

| Fecha 2         | Fecha 2                   | Fecha 2   | Fecha 2              | Fecha 2                 | Fecha 2     | Fecha 2 | Fecha 2           | Fecha 2                         |
| G.              | Local                     | Resultado | Visitante            | Estadio                 | Fecha       | Hora    | Árbitro           | Transmisión                     |
| --------------- | ------------------------- | --------- | -------------------- | ----------------------- | ----------- | ------- | ----------------- | ------------------------------- |
| 1               | Universidad César Vallejo | 2 – 3     | FC Cajamarca         | César Acuña Peralta     | 12 de abril | 11:00   | Wilmer Villanueva | 3 medios TeleSystem Viva TV FPF |
| 2               | Universidad San Martín    | 1 – 1     | Unión Comercio       | Iván Elías Moreno       | 12 de abril | 13:15   | Renzo Arias       | —                               |
| 1               | Deportivo Llacuabamba     | 1 – 0     | FC San Marcos        | Municipal de Huamachuco | 12 de abril | 15:00   | Gean Barbagelatta | TeleSystem FPF                  |
| 1               | Pirata FC                 | 0 – 1     | Carlos Mannucci      | Carlos Samamé Cáceres   | 12 de abril | 15:30   | Junior Rivera     | —                               |
| 2               | Deportivo Coopsol         | 0 – 2     | Bentín Tacna Heroica | Iván Elías Moreno       | 13 de abril | 13:15   | Jasmani Chambi    | —                               |
| 2               | Deportivo Moquegua        | 0 – 1     | Santos FC            | 25 de Noviembre         | 13 de abril | 15:00   | Lenin Montalbán   | Tacna Sports FPF                |
| 2               | Comerciantes FC           | 2 – 0     | Academia Cantolao    | Max Augustin            | 13 de abril | 15:00   | Leonardo Romero   | 3 medios UNAP TV Viva TV FPF    |
| Libre: ADA Jaén |                           |           |                      |                         |             |         |                   |                                 |

| Fecha 3          | Fecha 3              | Fecha 3   | Fecha 3                   | Fecha 3             | Fecha 3     | Fecha 3 | Fecha 3             | Fecha 3                           |
| G.               | Local                | Resultado | Visitante                 | Estadio             | Fecha       | Hora    | Árbitro             | Transmisión                       |
| ---------------- | -------------------- | --------- | ------------------------- | ------------------- | ----------- | ------- | ------------------- | --------------------------------- |
| 1                | FC Cajamarca         | 4 – 1     | ADA Jaén                  | Héroes de San Ramón | 17 de abril | 15:30   | Mario Quispe        | TeleSystem FPF                    |
| 1                | FC San Marcos        | 1 – 0     | Universidad César Vallejo | Rosas Pampa         | 18 de abril | 13:00   | Renzo Arias         | TeleSystem FPF                    |
| 2                | Bentín Tacna Heroica | 3 – 2     | Unión Comercio            | Jorge Basadre       | 18 de abril | 15:15   | Kevin Maxdeo        | 3 medios Viva TV Tacna Sports FPF |
| 2                | Academia Cantolao    | 0 – 1     | Deportivo Moquegua        | Iván Elías Moreno   | 19 de abril | 11:00   | Maykol Farromeque   | —                                 |
| 2                | Santos FC            | 1 – 1     | Deportivo Coopsol         | Pedro Huamán Román  | 19 de abril | 15:15   | Alejandro Rodriguez | Viva TV FPF                       |
| 2                | Comerciantes FC      | 2 – 1     | Universidad San Martín    | Max Augustin        | 20 de abril | 15:00   | Brandon Torrecilla  | 3 medios UNAP TV Viva TV FPF      |
| 1                | Carlos Mannucci      | 4 – 1     | Deportivo Llacuabamba     | Mansiche            | 20 de abril | 15:30   | Walter Guadalupe    | TeleSystem FPF                    |
| Libre: Pirata FC |                      |           |                           |                     |             |         |                     |                                   |

| Fecha 4             | Fecha 4                   | Fecha 4   | Fecha 4              | Fecha 4                 | Fecha 4     | Fecha 4 | Fecha 4          | Fecha 4                           |
| G.                  | Local                     | Resultado | Visitante            | Estadio                 | Fecha       | Hora    | Árbitro          | Transmisión                       |
| ------------------- | ------------------------- | --------- | -------------------- | ----------------------- | ----------- | ------- | ---------------- | --------------------------------- |
| 2                   | Deportivo Coopsol         | 1 – 1     | Academia Cantolao    | Iván Elías Moreno       | 25 de abril | 11:00   | Cristhian Santos | —                                 |
| 1                   | ADA Jaén                  | 0 – 0     | FC San Marcos        | Víctor Montoya Segura   | 25 de abril | 15:30   | Junior Rivera    | TeleSystem FPF                    |
| 2                   | Deportivo Moquegua        | 1 – 2     | Comerciantes FC      | 25 de Noviembre         | 26 de abril | 11:00   | Jordan Casas     | 3 medios Viva TV Tacna Sports FPF |
| 1                   | Deportivo Llacuabamba     | 4 – 0     | Pirata FC            | Municipal de Huamachuco | 26 de abril | 15:00   | Leonardo Romero  | TeleSystem FPF                    |
| 2                   | Unión Comercio            | 3 – 1     | Santos FC            | Carlos Vidaurre García  | 26 de abril | 15:30   | César García     | —                                 |
| 2                   | Universidad San Martín    | 2 – 1     | Bentín Tacna Heroica | Iván Elías Moreno       | 27 de abril | 11:00   | Rudy Méndez      | —                                 |
| 1                   | Universidad César Vallejo | 2 – 0     | Carlos Mannucci      | César Acuña Peralta     | 27 de abril | 13:15   | Luis Ciriaco     | TeleSystem FPF                    |
| Libre: FC Cajamarca |                           |           |                      |                         |             |         |                  |                                   |

| Fecha 5                      | Fecha 5            | Fecha 5   | Fecha 5                   | Fecha 5               | Fecha 5   | Fecha 5 | Fecha 5           | Fecha 5        |
| G.                           | Local              | Resultado | Visitante                 | Estadio               | Fecha     | Hora    | Árbitro           | Transmisión    |
| ---------------------------- | ------------------ | --------- | ------------------------- | --------------------- | --------- | ------- | ----------------- | -------------- |
| 2                            | Santos FC          | 4 – 1     | Bentín Tacna Heroica      | Pedro Huamán Román    | 2 de mayo | 15:00   | Junior Rivera     | Depormatch FPF |
| 1                            | FC San Marcos      | 2 – 0     | FC Cajamarca              | Rosas Pampa           | 2 de mayo | 17:30   | José Gonzáles     | —              |
| 1                            | Carlos Mannucci    | 0 – 1     | ADA Jaén                  | Mansiche              | 3 de mayo | 13:00   | Wilmer Villanueva | Depormatch FPF |
| 2                            | Comerciantes FC    | 4 – 0     | Deportivo Coopsol         | Max Augustin          | 3 de mayo | 15:15   | Maykol Ferromeque | —              |
| 2                            | Academia Cantolao  | 0 – 1     | Unión Comercio            | Iván Elías Moreno     | 4 de mayo | 11:00   | Luis Ciriaco      | Depormatch FPF |
| 1                            | Pirata FC          | 1 – 0     | Universidad César Vallejo | Carlos Samamé Cáceres | 4 de mayo | 15:00   | Walter Guadalupe  | Depormatch FPF |
| 2                            | Deportivo Moquegua | 3 – 1     | Universidad San Martín    | 25 de Noviembre       | 4 de mayo | 15:15   | Gean Barbagelatta | —              |
| Libre: Deportivo Llacuabamba |                    |           |                           |                       |           |         |                   |                |

| Fecha 6              | Fecha 6                   | Fecha 6   | Fecha 6                | Fecha 6                | Fecha 6    | Fecha 6 | Fecha 6             | Fecha 6        |
| G.                   | Local                     | Resultado | Visitante              | Estadio                | Fecha      | Hora    | Árbitro             | TV             |
| -------------------- | ------------------------- | --------- | ---------------------- | ---------------------- | ---------- | ------- | ------------------- | -------------- |
| 1                    | ADA Jaén                  | 1 – 2     | Pirata FC              | Víctor Montoya Segura  | 10 de mayo | 15:00   | Carlos Miranda      | Depormatch     |
| 2                    | Deportivo Coopsol         | 0 – 1     | Deportivo Moquegua     | Ivan Elías Moreno      | 10 de mayo | 15:00   | Renzo Arias         | FPF            |
| 2                    | Santos FC                 | 2 – 3     | Universidad San Martín | Pedro Huamán Román     | 10 de mayo | 15:30   | Anthony Carlos      | —              |
| 1                    | Universidad César Vallejo | 4 – 1     | Deportivo Llacuabamba  | César Acuña Peralta    | 11 de mayo | 11:00   | James Huamaní       | Depormatch FPF |
| 2                    | Bentín Tacna Heroica      | 2 – 1     | Academia Cantolao      | Jorge Basadre          | 11 de mayo | 13:15   | José Gonzales       | —              |
| 2                    | Unión Comercio            | 2 – 1     | Comerciantes FC        | Carlos Vidaurre García | 11 de mayo | 15:00   | Alejandro Rodríguez | Depormatch FPF |
| 1                    | FC Cajamarca              | 3 – 2     | Carlos Mannucci        | Héroes de San Ramón    | 11 de mayo | 15:30   | Lenin Montalbán     | —              |
| Libre: FC San Marcos |                           |           |                        |                        |            |         |                     |                |

| Fecha 7                          | Fecha 7                | Fecha 7   | Fecha 7              | Fecha 7                 | Fecha 7    | Fecha 7 | Fecha 7            | Fecha 7            |
| G.                               | Local                  | Resultado | Visitante            | Estadio                 | Fecha      | Hora    | Árbitro            | Transmisión        |
| -------------------------------- | ---------------------- | --------- | -------------------- | ----------------------- | ---------- | ------- | ------------------ | ------------------ |
| 2                                | Academia Cantolao      | 1 – 2     | Santos FC            | Iván Elías Moreno       | 17 de mayo | 11:00   | Renzo Arias        | Depormatch FPF     |
| 1                                | Deportivo Llacuabamba  | 2 – 1     | ADA Jaén             | Municipal de Huamachuco | 17 de mayo | 15:00   | Brandon Torrecilla | Depormatch FPF     |
| 1                                | Pirata FC              | 0 – 1     | FC Cajamarca         | Carlos Samamé Cáceres   | 17 de mayo | 15:30   | Wilmer Villanueva  | —                  |
| 2                                | Universidad San Martín | 3 – 1     | Deportivo Coopsol    | Iván Elías Moreno       | 18 de mayo | 11:00   | Junior Rivera      | Depormatch FPF     |
| 2                                | Deportivo Moquegua     | 1 – 0     | Unión Comercio       | 25 de Noviembre         | 18 de mayo | 13:15   | Giancarlo Alvarado | —                  |
| 2                                | Comerciantes FC        | 2 – 0     | Bentín Tacna Heroica | Max Augustin            | 18 de mayo | 15:15   | Luis Ciriaco       | UNAP TV Depormatch |
| 1                                | Carlos Mannucci        | 1 – 1     | FC San Marcos        | Mansiche                | 18 de mayo | 15:30   | Walter Guadalupe   | Depormatch FPF     |
| Libre: Universidad César Vallejo |                        |           |                      |                         |            |         |                    |                    |

| Fecha 8                | Fecha 8                   | Fecha 8   | Fecha 8              | Fecha 8                 | Fecha 8    | Fecha 8 | Fecha 8           | Fecha 8                         |
| G.                     | Local                     | Resultado | Visitante            | Estadio                 | Fecha      | Hora    | Árbitro           | Transmisión                     |
| ---------------------- | ------------------------- | --------- | -------------------- | ----------------------- | ---------- | ------- | ----------------- | ------------------------------- |
| 1                      | Deportivo Llacuabamba     | 0 – 0     | FC Cajamarca         | Municipal de Huamachuco | 23 de mayo | 15:00   | Rudy Méndez       | —                               |
| 1                      | Universidad César Vallejo | 1 – 3     | ADA Jaén             | César Acuña Peralta     | 24 de mayo | 13:00   | Maycol Farromeque | Depormatch FPF                  |
| 2                      | Deportivo Moquegua        | 2 – 1     | Bentín Tacna Heroica | 25 de Noviembre         | 24 de mayo | 13:15   | Noé Quispe        | —                               |
| 2                      | Deportivo Coopsol         | 3 – 4     | Unión Comercio       | Iván Elías Moreno       | 24 de mayo | 15:30   | Wilmer Villanueva | Depormatch FPF                  |
| 2                      | Universidad San Martín    | 1 – 0     | Academia Cantolao    | Iván Elías Moreno       | 25 de mayo | 13:00   | Ítalo Gonzáles    | Depormatch FPF                  |
| 2                      | Comerciantes FC           | 3 – 2     | Santos FC            | Max Augustin            | 25 de mayo | 15:15   | Lenin Montalbán   | 3 medios UNAP TV Depormatch FPF |
| 1                      | Pirata FC                 | 0 – 1     | FC San Marcos        | Carlos Samamé Cáceres   | 25 de mayo | 15:30   | José Gonzáles     | —                               |
| Libre: Carlos Mannucci |                           |           |                      |                         |            |         |                   |                                 |

| Fecha 9         | Fecha 9              | Fecha 9   | Fecha 9                   | Fecha 9                | Fecha 9    | Fecha 9 | Fecha 9          | Fecha 9                         |
| G.              | Local                | Resultado | Visitante                 | Estadio                | Fecha      | Hora    | Árbitro          | Transmisión                     |
| --------------- | -------------------- | --------- | ------------------------- | ---------------------- | ---------- | ------- | ---------------- | ------------------------------- |
| 2               | Academia Cantolao    | 1 – 1     | Comerciantes FC           | Iván Elías Moreno      | 31 de mayo | 13:00   | Anthony Carlos   | 3 medios UNAP TV Depormatch FPF |
| 2               | Santos FC            | 1 – 1     | Deportivo Moquegua        | Pedro Huamán Román     | 31 de mayo | 15:15   | Víctor Cori      | Depormatch FPF                  |
| 1               | Carlos Mannucci      | 1 – 0     | Pirata FC                 | Mansiche               | 31 de mayo | 15:15   | Sebastián Lozano | Depormatch FPF                  |
| 1               | FC San Marcos        | 3 – 0     | Deportivo Llacuabamba     | Rosas Pampa            | 31 de mayo | 18:00   | Darwin Palomino  | —                               |
| 2               | Bentín Tacna Heroica | 2 – 0     | Deportivo Coopsol         | Jorge Basadre          | 1 de junio | 13:00   | César García     | —                               |
| 2               | Unión Comercio       | 1 – 2     | Universidad San Martín    | Carlos Vidaurre García | 1 de junio | 15:00   | Renzo Arias      | Depormatch FPF                  |
| 1               | FC Cajamarca         | 1 – 0     | Universidad César Vallejo | Cristo el Señor        | 1 de junio | 15:15   | Walter Guadalupe | —                               |
| Libre: ADA Jaén |                      |           |                           |                        |            |         |                  |                                 |

| Fecha 10         | Fecha 10                  | Fecha 10  | Fecha 10             | Fecha 10                | Fecha 10   | Fecha 10 | Fecha 10           | Fecha 10                        |
| G.               | Local                     | Resultado | Visitante            | Estadio                 | Fecha      | Hora     | Árbitro            | Transmisión                     |
| ---------------- | ------------------------- | --------- | -------------------- | ----------------------- | ---------- | -------- | ------------------ | ------------------------------- |
| 1                | Universidad César Vallejo | 0 – 0     | FC San Marcos        | César Acuña Peralta     | 7 de junio | 13:00    | Ítalo Gonzáles     | Depormatch FPF                  |
| 2                | Deportivo Moquegua        | 3 – 0     | Academia Cantolao    | 25 de Noviembre         | 7 de junio | 13:00    | Sebastián Lozano   | —                               |
| 1                | ADA Jaén                  | 1 – 0     | FC Cajamarca         | Víctor Montoya Segura   | 7 de junio | 15:15    | Jhonathan Chirinos | Depormatch FPF                  |
| 2                | Deportivo Coopsol         | 0 – 2     | Santos FC            | Municipal de Chorrillos | 7 de junio | 15:15    | Mario Quispe       | Depormatch FPF                  |
| 2                | Universidad San Martín    | 0 – 3     | Comerciantes FC      | Villa Deportiva USMP    | 8 de junio | 13:00    | Diego Haro         | 3 medios UNAP TV Depormatch FPF |
| 2                | Unión Comercio            | 3 – 1     | Bentín Tacna Heroica | Carlos Vidaurre García  | 8 de junio | 15:15    | Jesús Cartagena    | —                               |
| 1                | Deportivo Llacuabamba     | 2 – 1     | Carlos Mannucci      | Municipal de Huamachuco | 8 de junio | 15:15    | Brandon Torrecilla | —                               |
| Libre: Pirata FC |                           |           |                      |                         |            |          |                    |                                 |

| Fecha 11            | Fecha 11             | Fecha 11  | Fecha 11                  | Fecha 11                | Fecha 11    | Fecha 11 | Fecha 11         | Fecha 11                        |
| G.                  | Local                | Resultado | Visitante                 | Estadio                 | Fecha       | Hora     | Árbitro          | Transmisión                     |
| ------------------- | -------------------- | --------- | ------------------------- | ----------------------- | ----------- | -------- | ---------------- | ------------------------------- |
| 1                   | FC San Marcos        | 0 – 1     | ADA Jaén                  | Rosas Pampa             | 13 de junio | 17:30    | Mario Quispe     | —                               |
| 2                   | Bentín Tacna Heroica | 2 – 0     | Universidad San Martín    | Jorge Basadre           | 14 de junio | 13:00    | Lenin Montalbán  | —                               |
| 1                   | Pirata FC            | 1 – 0     | Deportivo Llacuabamba     | Carlos Samamé Cáceres   | 14 de junio | 15:15    | Luis Ciriaco     | —                               |
| 2                   | Comerciantes FC      | 1 – 1     | Deportivo Moquegua        | Max Augustin            | 14 de junio | 15:15    | Rudy Méndez      | 3 medios UNAP TV Depormatch FPF |
| 2                   | Santos FC            | 2 – 1     | Unión Comercio            | Pedro Huamán Román      | 14 de junio | 15:15    | Pablo López      | Depormatch FPF                  |
| 1                   | Carlos Mannucci      | 0 – 2     | Universidad César Vallejo | Mansiche                | 15 de junio | 15:15    | Michael Espinoza | Depormatch FPF                  |
| 2                   | Academia Cantolao    | 1 – 2     | Deportivo Coopsol         | Municipal de Chorrillos | 16 de junio | 15:00    | Carlos Miranda   | Depormatch FPF                  |
| Libre: FC Cajamarca |                      |           |                           |                         |             |          |                  |                                 |

| Fecha 12                     | Fecha 12                  | Fecha 12  | Fecha 12           | Fecha 12                | Fecha 12    | Fecha 12 | Fecha 12           | Fecha 12                        |
| G.                           | Local                     | Resultado | Visitante          | Estadio                 | Fecha       | Hora     | Árbitro            | Transmisión                     |
| ---------------------------- | ------------------------- | --------- | ------------------ | ----------------------- | ----------- | -------- | ------------------ | ------------------------------- |
| 1                            | FC Cajamarca              | 1 – 0     | FC San Marcos      | Cristo el Señor         | 20 de junio | 15:15    | Maykol Farromeque  | —                               |
| 1                            | Universidad César Vallejo | 2 – 0     | Pirata FC          | César Acuña Peralta     | 21 de junio | 13:00    | Micke Palomino     | Depormatch FPF                  |
| 1                            | ADA Jaén                  | 1 – 1     | Carlos Mannucci    | Víctor Montoya Segura   | 21 de junio | 15:15    | Walter Guadalupe   | Depormatch FPF                  |
| 2                            | Deportivo Coopsol         | 0 – 0     | Comerciantes FC    | Municipal de Chorrillos | 21 de junio | 15:15    | Leonardo Romero    | 3 medios UNAP TV Depormatch FPF |
| 2                            | Universidad San Martín    | 1 – 2     | Deportivo Moquegua | Villa Deportiva USMP    | 22 de junio | 13:00    | Brandon Torrecilla | Depormatch FPF                  |
| 2                            | Bentín Tacna Heroica      | 4 – 0     | Santos FC          | Jorge Basadre           | 22 de junio | 13:00    | Giancarlo Alvarado | —                               |
| 2                            | Unión Comercio            | 1 – 0     | Academia Cantolao  | Carlos Vidaurre García  | 22 de junio | 15:15    | Jordan Casas       | —                               |
| Libre: Deportivo Llacuabamba |                           |           |                    |                         |             |          |                    |                                 |

| Fecha 13             | Fecha 13               | Fecha 13  | Fecha 13                  | Fecha 13                | Fecha 13    | Fecha 13 | Fecha 13           | Fecha 13                        |
| G.                   | Local                  | Resultado | Visitante                 | Estadio                 | Fecha       | Hora     | Árbitro            | Transmisión                     |
| -------------------- | ---------------------- | --------- | ------------------------- | ----------------------- | ----------- | -------- | ------------------ | ------------------------------- |
| 2                    | Academia Cantolao      | 2 – 2     | Bentín Tacna Heroica      | Municipal de Chorrillos | 27 de junio | 15:00    | Leonardo Romero    | Depormatch FPF                  |
| 2                    | Universidad San Martín | 2 – 0     | Santos FC                 | Villa Deportiva USMP    | 28 de junio | 11:00    | Anthony Carlos     | Depormatch FPF                  |
| 2                    | Deportivo Moquegua     | 1 – 2     | Deportivo Coopsol         | 25 de Noviembre         | 28 de junio | 15:00    | Jhonathan Chirinos | —                               |
| 1                    | Pirata FC              | 1 – 1     | ADA Jaén                  | Carlos Samamé Cáceres   | 28 de junio | 15:30    | Ítalo Gonzáles     | —                               |
| 2                    | Comerciantes FC        | 2 – 1     | Unión Comercio            | Max Augustin            | 29 de junio | 15:00    | Lenin Montalbán    | 3 medios UNAP TV Depormatch FPF |
| 1                    | Deportivo Llacuabamba  | 0 – 0     | Universidad César Vallejo | Municipal de Huamachuco | 29 de junio | 15:00    | Wilmer Villanueva  | —                               |
| 1                    | Carlos Mannucci        | 5 – 1     | FC Cajamarca              | Mansiche                | 29 de junio | 19:30    | Jorge Chonate      | Depormatch FPF                  |
| Libre: FC San Marcos |                        |           |                           |                         |             |          |                    |                                 |

| Fecha 14                         | Fecha 14             | Fecha 14  | Fecha 14               | Fecha 14                | Fecha 14   | Fecha 14 | Fecha 14           | Fecha 14       |
| G.                               | Local                | Resultado | Visitante              | Estadio                 | Fecha      | Hora     | Árbitro            | Transmisión    |
| -------------------------------- | -------------------- | --------- | ---------------------- | ----------------------- | ---------- | -------- | ------------------ | -------------- |
| 1                                | FC San Marcos        | 0 – 1     | Carlos Mannucci        | Rosas Pampa             | 5 de julio | 15:00    | Rudy Méndez        | —              |
| 1                                | ADA Jaén             | 1 – 1     | Deportivo Llacuabamba  | Víctor Montoya Segura   | 5 de julio | 15:00    | Pablo López        | Depormatch FPF |
| 1                                | FC Cajamarca         | 3 – 0     | Pirata FC              | Cristo el Señor         | 5 de julio | 15:00    | Luis Ciriaco       | —              |
| 2                                | Santos FC            | 2 – 0     | Academia Cantolao      | Pedro Huamán Román      | 6 de julio | 15:00    | Brandon Torrecilla | Depormatch FPF |
| 2                                | Unión Comercio       | 1 – 1     | Deportivo Moquegua     | Carlos Vidaurre García  | 6 de julio | 15:00    | Wilmer Villanueva  | —              |
| 2                                | Bentín Tacna Heroica | 2 – 1     | Comerciantes FC        | Jorge Basadre           | 6 de julio | 15:00    | Noé Quispe         | —              |
| 2                                | Deportivo Coopsol    | 2 – 0     | Universidad San Martín | Municipal de Chorrillos | 6 de julio | 15:00    | Maykol Farromeque  | Depormatch FPF |
| Libre: Universidad César Vallejo |                      |           |                        |                         |            |          |                    |                |

## Fase de grupos
Una vez finalizada la primera etapa, los mejores 5 equipos de cada zona se distribuirán en 2 grupos. Dichos grupos estarán conformados por 2 o 3 equipos de cada zona de acuerdo a su posición tras la fecha 14. Por otro lado, los equipos restantes conformarán un grupo para definir el descenso.

### Grupo Campeonato A
| Pos. | Equipo                    | Pts. | PJ | G | E | P | GF | GC | Dif. | Clasificación                |
| ---- | ------------------------- | ---- | -- | - | - | - | -- | -- | ---- | ---------------------------- |
| 1    | Deportivo Moquegua        | 8    | 4  | 2 | 1 | 1 | 6  | 6  | 0    | Play-offs (Semifinales)      |
| 2    | Carlos A. Mannucci        | 7    | 4  | 2 | 1 | 1 | 7  | 4  | +3   | Play-offs (Cuartos de final) |
| 3    | Bentín Tacna Heroica      | 7    | 4  | 2 | 1 | 1 | 7  | 7  | 0    | Play-offs (Cuartos de final) |
| 4    | Universidad César Vallejo | 4    | 4  | 1 | 1 | 2 | 4  | 4  | 0    |                              |
| 5    | FC Cajamarca              | 4    | 4  | 0 | 2 | 2 | 3  | 6  | −3   |                              |

Actualizado a los partidos jugados el 17 de agosto de 2025.
 Fuente: FPF
Criterios de clasificación: Puntos · Diferencia de goles · Goles a favor · Duelos directos
Notas:
1. ↑  Bonificación de un punto (+1) por ser el segundo del Grupo 2.
2. ↑  Bonificación de dos puntos (+2) por ser el primero del Grupo 1.

### Grupo Campeonato B
| Pos. | Equipo          | Pts. | PJ | G | E | P | GF | GC | Dif. | Clasificación                |
| ---- | --------------- | ---- | -- | - | - | - | -- | -- | ---- | ---------------------------- |
| 1    | Unión Comercio  | 12   | 4  | 4 | 0 | 0 | 10 | 1  | +9   | Play-offs (Semifinales)      |
| 2    | Comerciantes FC | 6    | 4  | 1 | 1 | 2 | 4  | 4  | 0    | Play-offs (Cuartos de final) |
| 3    | Santos FC       | 6    | 4  | 2 | 0 | 2 | 5  | 6  | −1   | Play-offs (Cuartos de final) |
| 4    | FC San Marcos   | 5    | 4  | 1 | 1 | 2 | 2  | 7  | −5   |                              |
| 5    | ADA Jaén        | 2    | 4  | 0 | 2 | 2 | 2  | 5  | −3   |                              |

Actualizado a los partidos jugados el 16 de agosto de 2025.
 Fuente: FPF
Criterios de clasificación: Puntos · Diferencia de goles · Goles a favor · Duelos directos
Notas:
1. ↑  Bonificación de dos puntos (+2) por ser el primero del Grupo 2.
2. ↑  Bonificación de un punto (+1) por ser el segundo del Grupo 1.

### Grupo Descenso
| Pos. | Equipo                 | Pts. | PJ | G | E | P | GF | GC | Dif. | Descenso               |
| ---- | ---------------------- | ---- | -- | - | - | - | -- | -- | ---- | ---------------------- |
| 1    | Pirata FC              | 7    | 4  | 2 | 1 | 1 | 7  | 4  | +3   | Mantienen la categoría |
| 2    | Academia Cantolao      | 7    | 4  | 2 | 1 | 1 | 6  | 5  | +1   | Mantienen la categoría |
| 3    | Deportivo Coopsol      | 6    | 4  | 1 | 3 | 0 | 1  | 0  | +1   | Mantienen la categoría |
| 4    | Deportivo Llacuabamba  | 6    | 4  | 2 | 0 | 2 | 9  | 9  | 0    | Mantienen la categoría |
| 5    | Universidad San Martín | 1    | 4  | 0 | 1 | 3 | 2  | 7  | −5   | Descenso a Liga 3 2026 |

Actualizado a los partidos jugados el 15 de agosto de 2025.
 Fuente: FPF
Criterios de clasificación: Puntos · Diferencia de goles · Goles a favor · Duelos directos

### Resultados
- Los horarios corresponden a la hora local del Perú: (UTC–5).

| Fecha 1                                                | Fecha 1                   | Fecha 1   | Fecha 1               | Fecha 1                | Fecha 1     | Fecha 1 | Fecha 1           | Fecha 1                         |
| G.                                                     | Local                     | Resultado | Visitante             | Estadio                | Fecha       | Hora    | Árbitro           | Transmisión                     |
| ------------------------------------------------------ | ------------------------- | --------- | --------------------- | ---------------------- | ----------- | ------- | ----------------- | ------------------------------- |
| D                                                      | Universidad San Martín    | 0 – 0     | Deportivo Coopsol     | Villa Deportiva USMP   | 19 de julio | 11:00   | Gherson Huiman    | Depormatch FPF                  |
| A                                                      | Universidad César Vallejo | 0 – 0     | FC Cajamarca          | César Acuña Peralta    | 19 de julio | 13:15   | Junior Rivera     | Depormatch FPF                  |
| A                                                      | Bentín Tacna Heroica      | 2 – 2     | Deportivo Moquegua    | Jorge Basadre          | 20 de julio | 15:00   | Gean Barbagelatta | —                               |
| B                                                      | Unión Comercio            | 2 – 0     | Comerciantes FC       | Carlos Vidaurre García | 20 de julio | 15:00   | Luis Ciriaco      | 3 medios UNAP TV Depormatch FPF |
| B                                                      | ADA Jaén                  | 0 – 0     | FC San Marcos         | Víctor Montoya Segura  | 20 de julio | 15:00   | James Huamaní     | Depormatch FPF                  |
| D                                                      | Pirata FC                 | 4 – 1     | Deportivo Llacuabamba | CD 9 de Octubre        | 21 de julio | 13:00   | Ítalo Gonzáles    | —                               |
| Libres: Academia Cantolao, Carlos Mannucci y Santos FC |                           |           |                       |                        |             |         |                   |                                 |

| Fecha 2                                                       | Fecha 2               | Fecha 2   | Fecha 2                   | Fecha 2                 | Fecha 2     | Fecha 2 | Fecha 2            | Fecha 2                         |
| G.                                                            | Local                 | Resultado | Visitante                 | Estadio                 | Fecha       | Hora    | Árbitro            | Transmisión                     |
| ------------------------------------------------------------- | --------------------- | --------- | ------------------------- | ----------------------- | ----------- | ------- | ------------------ | ------------------------------- |
| A                                                             | FC Cajamarca          | 1 – 2     | Bentín Tacna Heroica      | Cristo el Señor         | 26 de julio | 13:00   | James Huamaní      | —                               |
| B                                                             | Comerciantes FC       | 1 – 1     | ADA Jaén                  | Max Augustin            | 26 de julio | 15:15   | Jhonathan Chirinos | 3 medios UNAP TV Depormatch FPF |
| B                                                             | Santos FC             | 0 – 2     | Unión Comercio            | Pedro Huamán Román      | 26 de julio | 15:15   | Jonathan Zamora    | Depormatch FPF                  |
| D                                                             | Academia Cantolao     | 2 – 1     | Pirata FC                 | Municipal de Chorrillos | 27 de julio | 11:00   | Luis Ciriaco       | Depormatch FPF                  |
| D                                                             | Deportivo Llacuabamba | 4 – 1     | Universidad San Martín    | Municipal de Huamachuco | 27 de julio | 15:00   | Rudy Méndez        | —                               |
| A                                                             | Carlos Mannucci       | 1 – 0     | Universidad César Vallejo | Mansiche                | 27 de julio | 19:30   | Micke Palomino     | Depormatch FPF                  |
| Libres: Deportivo Coopsol, Deportivo Moquegua y FC San Marcos |                       |           |                           |                         |             |         |                    |                                 |

| Fecha 3                                                       | Fecha 3                | Fecha 3   | Fecha 3               | Fecha 3                 | Fecha 3     | Fecha 3 | Fecha 3         | Fecha 3        |
| G.                                                            | Local                  | Resultado | Visitante             | Estadio                 | Fecha       | Hora    | Árbitro         | Transmisión    |
| ------------------------------------------------------------- | ---------------------- | --------- | --------------------- | ----------------------- | ----------- | ------- | --------------- | -------------- |
| B                                                             | FC San Marcos          | 1 – 0     | Comerciantes FC       | Rosas Pampa             | 1 de agosto | 17:30   | Jordan Casas    | —              |
| A                                                             | Bentín Tacna Heroica   | 1 – 0     | Carlos Mannucci       | Jorge Basadre           | 2 de agosto | 13:00   | Bruno Pérez     | Depormatch FPF |
| D                                                             | Deportivo Coopsol      | 1 – 0     | Deportivo Llacuabamba | Municipal de Chorrillos | 2 de agosto | 15:00   | Noé Quispe      | Depormatch FPF |
| A                                                             | Deportivo Moquegua     | 2 – 0     | FC Cajamarca          | 25 de Noviembre         | 2 de agosto | 15:15   | Leonardo Romero | —              |
| D                                                             | Universidad San Martín | 0 – 1     | Academia Cantolao     | Villa Deportiva USMP    | 3 de agosto | 11:00   | Carlos Miranda  | Depormatch FPF |
| B                                                             | ADA Jaén               | 1 – 2     | Santos FC             | Víctor Montoya Segura   | 3 de agosto | 15:00   | Lenin Montalbán | Depormatch FPF |
| Libres: Pirata FC, Unión Comercio y Universidad César Vallejo |                        |           |                       |                         |             |         |                 |                |

| Fecha 4                                                       | Fecha 4                   | Fecha 4   | Fecha 4                | Fecha 4                 | Fecha 4      | Fecha 4 | Fecha 4            | Fecha 4        |
| G.                                                            | Local                     | Resultado | Visitante              | Estadio                 | Fecha        | Hora    | Árbitro            | Transmisión    |
| ------------------------------------------------------------- | ------------------------- | --------- | ---------------------- | ----------------------- | ------------ | ------- | ------------------ | -------------- |
| D                                                             | Academia Cantolao         | 0 – 0     | Deportivo Coopsol      | Municipal de Chorrillos | 8 de agosto  | 15:00   | Joel Alarcón       | Depormatch FPF |
| A                                                             | Universidad César Vallejo | 4 – 2     | Bentín Tacna Heroica   | César Acuña Peralta     | 9 de agosto  | 13:00   | Jordi Espinoza     | Depormatch FPF |
| B                                                             | Santos FC                 | 3 – 0     | FC San Marcos          | Pedro Huamán Román      | 9 de agosto  | 15:15   | Brandon Torrecilla | Depormatch FPF |
| B                                                             | Unión Comercio            | 2 – 0     | ADA Jaén               | Carlos Vidaurre García  | 10 de agosto | 15:00   | Jordan Casas       | —              |
| A                                                             | Carlos Mannucci           | 4 – 1     | Deportivo Moquegua     | Mansiche                | 10 de agosto | 19:30   | Gherson Huiman     | Depormatch FPF |
| D                                                             | Pirata FC                 | 2 – 1     | Universidad San Martín | CD 9 de Octubre         | 11 de agosto | 13:00   | Renzo Arias        | —              |
| Libres: Comerciantes FC, Deportivo Llacuabamba y FC Cajamarca |                           |           |                        |                         |              |         |                    |                |

| Fecha 5                                                        | Fecha 5               | Fecha 5   | Fecha 5                   | Fecha 5                 | Fecha 5      | Fecha 5 | Fecha 5           | Fecha 5        |
| G.                                                             | Local                 | Resultado | Visitante                 | Estadio                 | Fecha        | Hora    | Árbitro           | Transmisión    |
| -------------------------------------------------------------- | --------------------- | --------- | ------------------------- | ----------------------- | ------------ | ------- | ----------------- | -------------- |
| D                                                              | Deportivo Llacuabamba | 4 – 3     | Academia Cantolao         | Municipal de Huamachuco | 15 de agosto | 15:00   | Maykol Farromeque | —              |
| B                                                              | Comerciantes FC       | 3 – 0     | Santos FC                 | Max Augustin            | 16 de agosto | 15:00   | Noé Quispe        | —              |
| B                                                              | FC San Marcos         | 1 – 4     | Unión Comercio            | Rosas Pampa             | 16 de agosto | 17:30   | James Huamaní     | Depormatch FPF |
| A                                                              | FC Cajamarca          | 2 – 2     | Carlos Mannucci           | Cristo el Señor         | 17 de agosto | 13:00   | Walter Guadalupe  | —              |
| D                                                              | Deportivo Coopsol     | 0 – 0     | Pirata FC                 | Municipal de Chorrillos | 17 de agosto | 15:00   | Junior Rivera     | Depormatch FPF |
| A                                                              | Deportivo Moquegua    | 1 – 0     | Universidad César Vallejo | 25 de Noviembre         | 17 de agosto | 15:15   | Michael Espinoza  | Depormatch FPF |
| Libres: ADA Jaén, Bentín Tacna Heroica, Universidad San Martín |                       |           |                           |                         |              |         |                   |                |

| Fecha 6                                                | Fecha 6               | Fecha 6   | Fecha 6                   | Fecha 6                 | Fecha 6      | Fecha 6 | Fecha 6          | Fecha 6     |
| G.                                                     | Local                 | Resultado | Visitante                 | Estadio                 | Fecha        | Hora    | Árbitro          | Transmisión |
| ------------------------------------------------------ | --------------------- | --------- | ------------------------- | ----------------------- | ------------ | ------- | ---------------- | ----------- |
| A                                                      | Deportivo Moquegua    |           | Bentín Tacna Heroica      | 25 de Noviembre         | 23 de agosto | 13:00   | Renzo Arias      |             |
| A                                                      | FC Cajamarca          |           | Universidad César Vallejo | Cristo el Señor         | 23 de agosto | 15:15   | Sebastián Lozano |             |
| B                                                      | FC San Marcos         |           | ADA Jaén                  | Rosas Pampa             | 24 de agosto | 13:00   | Leonardo Romero  |             |
| D                                                      | Deportivo Llacuabamba |           | Pirata FC                 | Municipal de Huamachuco | 24 de agosto | 15:00   | Jordan Casas     |             |
| D                                                      | Deportivo Coopsol     |           | Universidad San Martín    | Municipal de Chorrillos | 24 de agosto | 15:00   | Lenin Montalbán  |             |
| B                                                      | Comerciantes FC       |           | Unión Comercio            | Max Augustin            | 24 de agosto | 15:15   | Jesús Cartagena  |             |
| Libres: Academia Cantolao, Carlos Mannucci y Santos FC |                       |           |                           |                         |              |         |                  |             |

| Fecha 7                                                       | Fecha 7                   | Fecha 7   | Fecha 7               | Fecha 7                | Fecha 7         | Fecha 7 | Fecha 7 | Fecha 7     |
| G.                                                            | Local                     | Resultado | Visitante             | Estadio                | Fecha           | Hora    | Árbitro | Transmisión |
| ------------------------------------------------------------- | ------------------------- | --------- | --------------------- | ---------------------- | --------------- | ------- | ------- | ----------- |
| B                                                             | ADA Jaén                  |           | Comerciantes FC       | Víctor Montoya Segura  | 30 de agosto    | 15:00   |         |             |
| B                                                             | Unión Comercio            |           | Santos FC             | Carlos Vidaurre García | 30 de agosto    | 15:00   |         |             |
| D                                                             | Universidad San Martín    |           | Deportivo Llacuabamba | Villa Deportiva USMP   | 31 de agosto    | 11:00   |         |             |
| A                                                             | Bentín Tacna Heroica      |           | FC Cajamarca          | Jorge Basadre          | 31 de agosto    | 15:00   |         |             |
| A                                                             | Universidad César Vallejo |           | Carlos Mannucci       | César Acuña Peralta    | 31 de agosto    | 15:00   |         |             |
| D                                                             | Pirata FC                 |           | Academia Cantolao     | CD 9 de Octubre        | 1 de septiembre | 13:00   |         |             |
| Libres: Deportivo Coopsol, Deportivo Moquegua y FC San Marcos |                           |           |                       |                        |                 |         |         |             |

| Fecha 8                                                       | Fecha 8               | Fecha 8   | Fecha 8                | Fecha 8                 | Fecha 8         | Fecha 8 | Fecha 8 | Fecha 8     |
| G.                                                            | Local                 | Resultado | Visitante              | Estadio                 | Fecha           | Hora    | Árbitro | Transmisión |
| ------------------------------------------------------------- | --------------------- | --------- | ---------------------- | ----------------------- | --------------- | ------- | ------- | ----------- |
| B                                                             | Santos FC             |           | ADA Jaén               | Pedro Huamán Román      | 6 de septiembre | 15:00   |         |             |
| D                                                             | Deportivo Llacuabamba |           | Deportivo Coopsol      | Municipal de Huamachuco | 6 de septiembre | 15:00   |         |             |
| A                                                             | FC Cajamarca          |           | Deportivo Moquegua     | Cristo el Señor         | 7 de septiembre | 15:00   |         |             |
| B                                                             | Comerciantes FC       |           | FC San Marcos          | Max Augustin            | 7 de septiembre | 15:00   |         |             |
| A                                                             | Carlos Mannucci       |           | Bentín Tacna Heroica   | Mansiche                | 7 de septiembre | 19:30   |         |             |
| D                                                             | Academia Cantolao     |           | Universidad San Martín | Municipal de Chorrillos | 8 de septiembre | 15:00   |         |             |
| Libres: Pirata FC, Unión Comercio y Universidad César Vallejo |                       |           |                        |                         |                 |         |         |             |

| Fecha 9                                                       | Fecha 9                | Fecha 9   | Fecha 9                   | Fecha 9                 | Fecha 9          | Fecha 9 | Fecha 9 | Fecha 9     |
| G.                                                            | Local                  | Resultado | Visitante                 | Estadio                 | Fecha            | Hora    | Árbitro | Transmisión |
| ------------------------------------------------------------- | ---------------------- | --------- | ------------------------- | ----------------------- | ---------------- | ------- | ------- | ----------- |
| A                                                             | Bentín Tacna Heroica   |           | Universidad César Vallejo | Jorge Basadre           | 13 de septiembre | 15:00   |         |             |
| B                                                             | ADA Jaén               |           | Unión Comercio            | Víctor Montoya Segura   | 13 de septiembre | 15:00   |         |             |
| A                                                             | Deportivo Moquegua     |           | Carlos Mannucci           | 25 de Noviembre         | 14 de septiembre | 15:00   |         |             |
| D                                                             | Deportivo Coopsol      |           | Academia Cantolao         | Municipal de Chorrillos | 14 de septiembre | 15:00   |         |             |
| B                                                             | FC San Marcos          |           | Santos FC                 | Rosas Pampa             | 14 de septiembre | 17:30   |         |             |
| D                                                             | Universidad San Martín |           | Pirata FC                 | Villa Deportiva USMP    | 15 de septiembre | 11:00   |         |             |
| Libres: Comerciantes FC, Deportivo Llacuabamba y FC Cajamarca |                        |           |                           |                         |                  |         |         |             |

| Fecha 10                                                        | Fecha 10                  | Fecha 10  | Fecha 10              | Fecha 10                | Fecha 10   | Fecha 10 | Fecha 10 | Fecha 10    |
| G.                                                              | Local                     | Resultado | Visitante             | Estadio                 | Fecha      | Hora     | Árbitro  | Transmisión |
| --------------------------------------------------------------- | ------------------------- | --------- | --------------------- | ----------------------- | ---------- | -------- | -------- | ----------- |
| A                                                               | Universidad César Vallejo |           | Deportivo Moquegua    | César Acuña Peralta     | Septiembre |          |          |             |
| A                                                               | Carlos Mannucci           |           | FC Cajamarca          | Mansiche                | Septiembre |          |          |             |
| B                                                               | Unión Comercio            |           | FC San Marcos         | Carlos Vidaurre García  | Septiembre |          |          |             |
| B                                                               | Santos FC                 |           | Comerciantes FC       | Pedro Huamán Román      | Septiembre |          |          |             |
| D                                                               | Pirata FC                 |           | Deportivo Coopsol     | CD 9 de Octubre         | Septiembre |          |          |             |
| D                                                               | Academia Cantolao         |           | Deportivo Llacuabamba | Municipal de Chorrillos | Septiembre |          |          |             |
| Libres: ADA Jaén, Bentín Tacna Heroica y Universidad San Martín |                           |           |                       |                         |            |          |          |             |

## Tabla Acumulada
Al finalizar la Fase Regional y la Fase de grupos, se establecerá una Tabla de Posiciones Acumulada que evaluará el rendimiento de los equipos, considerando todos los partidos disputados en ambas fases, excepto los encuentros de definición. La clasificación se basará en los siguientes criterios: mayor puntaje, diferencia de goles y goles a favor. En caso de empate, se tomarán en cuenta los resultados obtenidos entre los clubes involucrados. Si la igualdad persiste, se aplicará el criterio de Fair Play y, como último recurso, se realizará un sorteo organizado por la Liga de Fútbol Profesional. Las posiciones finales de los equipos clasificados a los Play-offs serán determinantes, ya que definirán la condición de local en la Final, el Repechaje y el duelo por el Subcampeonato.
| Pos. | Grp. | Equipo                    | Pts. | PJ | G  | E | P  | GF | GC | Dif. | Clasificación y descenso          |
| ---- | ---- | ------------------------- | ---- | -- | -- | - | -- | -- | -- | ---- | --------------------------------- |
| 1    | B    | Unión Comercio            | 35   | 18 | 11 | 2 | 5  | 34 | 20 | +14  | En zona de Play-offs de ascenso   |
| 2    | B    | Comerciantes FC           | 32   | 18 | 9  | 5 | 4  | 29 | 16 | +13  | En zona de Play-offs de ascenso   |
| 3    | A    | Deportivo Moquegua        | 32   | 18 | 9  | 5 | 4  | 26 | 19 | +7   | En zona de Play-offs de ascenso   |
| 4    | A    | Bentín Tacna Heroica      | 30   | 18 | 9  | 3 | 6  | 32 | 28 | +4   | En zona de Play-offs de ascenso   |
| 5    | A    | FC Cajamarca              | 27   | 16 | 8  | 3 | 5  | 22 | 19 | +3   |                                   |
| 6    | B    | Santos FC                 | 27   | 18 | 8  | 3 | 7  | 26 | 27 | −1   | En zona de Play-offs de ascenso   |
| 7    | A    | Carlos A. Mannucci        | 22   | 16 | 7  | 3 | 6  | 24 | 18 | +6   | En zona de Play-offs de ascenso   |
| 8    | B    | FC San Marcos             | 22   | 16 | 6  | 4 | 6  | 11 | 12 | −1   |                                   |
| 9    | A    | Universidad César Vallejo | 21   | 16 | 6  | 3 | 7  | 18 | 14 | +4   |                                   |
| 10   | D    | Deportivo Llacuabamba     | 21   | 16 | 6  | 3 | 7  | 21 | 26 | −5   |                                   |
| 11   | D    | Universidad San Martín    | 21   | 18 | 6  | 3 | 9  | 19 | 27 | −8   | En zona de descenso a Liga 3 2026 |
| 12   | B    | ADA Jaén                  | 18   | 16 | 4  | 6 | 6  | 14 | 18 | −4   |                                   |
| 13   | D    | Deportivo Coopsol         | 18   | 18 | 4  | 6 | 8  | 14 | 25 | −11  |                                   |
| 14   | D    | Pirata FC                 | 17   | 16 | 5  | 2 | 9  | 12 | 20 | −8   |                                   |
| 15   | D    | Academia Cantolao         | 11   | 18 | 2  | 5 | 11 | 13 | 26 | −13  |                                   |

Actualizado a los partidos jugados el 17 de agosto de 2025.
 Fuente: FPF
Criterios de clasificación: Puntos · Diferencia de goles · Goles a favor · Duelos directos
Notas:
1. ↑  La Comisión Disciplinaria declaró la resta de 2 puntos en contra del Club Carlos A. Mannucci, por una deuda no pagada.

## Estadísticas
| Víctor Perlaza                             | Unión Comercio       | 8 | 14 | 0.57 |
| Edgar Santillán                            | Bentín Tacna Heroica | 7 | 14 | 0.50 |
| Jhojan Domínguez                           | Comerciantes FC      | 7 | 16 | 0.43 |
| José Valencia                              | FC Cajamarca         | 5 | 10 | 0.50 |
| Diego Saffadi                              | FC San Marcos        | 5 | 10 | 0.50 |
| Ítalo Regalado                             | Carlos A. Mannucci   | 5 | 11 | 0.44 |
| Actualizado el 6 de julio de 2025. Fuente: |                      |   |    |      |

| José Gallardo                              | Deportivo Llacuabamba | 4 | 10 |
| Gabriel Morales                            | Unión Comercio        | 4 | 11 |
| Marcio Valverde                            | Comerciantes FC       | 4 | 12 |
| Jean Deza                                  | Santos FC             | 4 | 12 |
| Nicolás Chávez                             | Deportivo Moquegua    | 4 | 13 |
| Jerry Navarro                              | Comerciantes FC       | 4 | 13 |
| Actualizado el 6 de julio de 2025. Fuente: |                       |   |    |

## Premios individuales y colectivos

### Premios por fecha
| Fase Regional | Equipo de la fecha  | Jugador de la fecha | Gol de la fecha | Fase de grupos | Equipo de la fecha  | Jugador de la fecha | Gol de la fecha |
| ------------- | ------------------- | ------------------- | --------------- | -------------- | ------------------- | ------------------- | --------------- |
| Fecha 4       | Univ. César Vallejo | Valentino Sandoval  | Facundo Falcón  | Fecha 1        | Unión Comercio      | Víctor Perlaza      | —               |
| Fecha 5       | Comerciantes FC     | Junior Zambrano     | Gabriel Acevedo | Fecha 2        | Carlos A. Mannucci  | Maximiliano Zárate  | Maelo Reátegui  |
| Fecha 6       | Unión Comercio      | José Valencia       | Gabriel Acevedo | Fecha 3        | Santos FC           | Yeison Mena         | Yhonier López   |
| Fecha 7       | Comerciantes FC     | Paolo Hurtado       | Jonathan Farías | Fecha 4        | Univ. César Vallejo | Ítalo Regalado      | Ítalo Regalado  |
| Fecha 8       | Unión Comercio      | Víctor Perlaza      | Emanuel Maciel  | Fecha 5        |                     |                     |                 |
| Fecha 9       | Univ. San Martín    | Yhonier López       | Dennis Reyes    | Fecha 6        |                     |                     |                 |
| Fecha 10      | Comerciantes FC     | Jefferson Collazos  | Julián Muñoz    | Fecha 7        |                     |                     |                 |
| Fecha 11      | Univ. César Vallejo | Chase Villanueva    | Roger Chinga    | Fecha 8        |                     |                     |                 |
| Fecha 12      | Bentín T. Heroica   | Edgar Santillán     | Edgar Santillán | Fecha 9        |                     |                     |                 |
| Fecha 13      | Comerciantes FC     | Ítalo Regalado      | Paulo Mesías    | Fecha 10       |                     |                     |                 |
| Fecha 14      | FC Cajamarca        | Julián Muñoz        | Marcello Negrón |                |                     |                     |                 |

## Anexos

### Partidos de preparación y presentación
| Fecha         | Ciudad       | Estadio                   | Local                         | Resultado   | Invitado               | Denominación             |
| ------------- | ------------ | ------------------------- | ----------------------------- | ----------- | ---------------------- | ------------------------ |
| 15 de febrero | Chimbote     | Polideportivo César Cueto | Atlético Municipal Mariategui | 1 - 4       | U. César Vallejo       | Amistoso                 |
| 23 de febrero | Moquegua     | 25 de Noviembre           | Deportivo Moquegua            | 6 - 1       | 11 de Septiembre       | Tarde Aurinegra          |
| 23 de febrero | Jaén         | Víctor Montoya Segura     | ADA Jaén                      | 0 - 1       | UTC                    | Tarde del ADA            |
| 9 de marzo    | Moquegua     | 25 de Noviembre           | Deportivo Moquegua            | 3 - 1       | FBC Melgar II          | Amistoso                 |
| 15 de marzo   | Lima         | CM de Chorrillos          | Deportivo Coopsol             | 1 - 0       | Bella Esperanza        | Amistoso                 |
| 16 de marzo   | Tarapoto     | Carlos Vidaurre           | Unión Comercio                | 1 - 1       | ADA Jaén               | Tarde del Poderoso       |
| 16 de marzo   | Tacna        | Jorge Basadre             | Bentín Tacna Heroica          | 1 - 1       | FCR San Antonio        | Amistoso                 |
| 16 de marzo   | Moquegua     | 25 de Noviembre           | Deportivo Moquegua            | 3 - 2       | ABB                    | Amistoso Internacional   |
| 17 de marzo   | Lima         | Villa USMP                | U. San Martín                 | 1 - 0       | U. César Vallejo       | Amistoso                 |
| 22 de marzo   | Tacna        | Jorge Basadre             | Bentín Tacna Heroica          | 4 - 1       | FBC Melgar II          | Amistoso                 |
| 23 de marzo   | Jaén         | Víctor Montoya Segura     | ADA Jaén                      | 1 - 0       | Unión Comercio         | Duelo del NorOriente     |
| 23 de marzo   | Iquitos      | Max Augustín              | Comerciantes FC               | 1 - 1       | Universidad San Martín | Tarde Verde              |
| 23 de marzo   | Moquegua     | 25 de Noviembre           | Deportivo Moquegua            | Suspendido  | Nacional FBC           | Amistoso                 |
| 23 de marzo   | Cajamarca    | Héroes de San Ramón       | FC Cajamarca                  | Cancelado   | UTC                    | Amistoso                 |
| 28 de marzo   | Ferreñafe    | Carlos Samamé Cáceres     | Pirata FC                     | Desconocido | Deportivo Tumi         | Amistoso                 |
| 29 de marzo   | Iquitos      | Max Augustín              | Comerciantes FC               | 2 - 1       | Unión Comercio         | Amistoso                 |
| 30 de marzo   | Huamachuco   | Municipal de Huamachuco   | Deportivo Llacuabamba         | 2 - 1       | ADA Cajabamba          | Tarde Celeste y Blanca   |
| 30 de marzo   | Tacna        | Jorge Basadre             | Bentín Tacna Heroica          | 3 - 0       | Alianza Lima II        | Tarde Azul               |
| 30 de marzo   | Huaraz       | Rosas Pampa               | FC San Marcos                 | 1 - 2       | Carlos A. Mannucci     | Tarde del León Ancashino |
| 6 de abril    | Jaén         | Víctor Montoya Segura     | ADA Jaén                      | 1 - 0       | Unión Santo Domingo    | Amistoso                 |
| 12 de abril   | Bagua Grande | San Luis                  | Unión Santo Domingo           | 1 - 1       | ADA Jaén               | Amistoso                 |

### Cambios de entrenadores
| Equipo                | Entrenador (Jornadas)                 | Salida        | Tipo de Salida | Pos.  | Entrenador         | Entrada       | Último equipo dirigido |
| --------------------- | ------------------------------------- | ------------- | -------------- | ----- | ------------------ | ------------- | ---------------------- |
| Bentín T. Heroica     | Pablo Bossi (Sin debut)               | 21 de Febrero | Mutuo Acuerdo  | -     | Sergio Castellanos | 28 de Febrero | FC Cajamarca           |
| Bentín T. Heroica     | Sergio Castellanos (1 Regional)       | 7 de Abril    | Mutuo Acuerdo  | 2º G2 | Ysrael Zúñiga      | 7 de Abril    | Atlético Universidad   |
| FC Cajamarca          | Sergio Castellanos (Sin debut)        | 24 de Febrero | Mutuo Acuerdo  | -     | Pablo Olguín       | 17 de Marzo   | Unión Huaral           |
| FC Cajamarca          | Pablo Olguín (1 Regional-2 Final)     | 31 de Julio   | Mutuo Acuerdo  | 3° GA | José Infante       | 31 de Julio   | UTC                    |
| Deportivo Coopsol     | Omar Moreno (1-5 Regional)            | 5 de Mayo     | Mutuo Acuerdo  | 8° G2 | Willy Laya         | 7 de Mayo     | Deportivo Coopsol      |
| Deportivo Coopsol     | Willy Laya (6-10 Regional)            | 10 de Junio   | Mutuo acuerdo  | 8° G2 | Javier Arce        | 11 de Junio   | Comerciantes Unidos    |
| Academia Cantolao     | Juan Mariño (1-10 Regional)           | 7 de Junio    | Despido        | 7° G2 | Francisco Melgar   | 16 de Junio   | Unión Huaral           |
| Comerciantes FC       | Juan Bazalar (1-11 Regional)          | 14 de Junio   | Mutuo acuerdo  | 1° G2 | Marcial Salazar    | 15 de Junio   | Deportivo Lute         |
| Comerciantes FC       | Marcial Salazar (12 Regional-2 Final) | 28 de Julio   | Mutuo acuerdo  | 2° GB | José Collatti      | 28 de Julio   | FC San Marcos          |
| Carlos A. Mannucci    | Pablo Rubinish (1-11 Regional)        | 16 de Junio   | Mutuo acuerdo  | 5° G1 | Luis Cordero       | 16 de Junio   | Deportivo El Inca      |
| Santos FC             | Nolberto Solano (1-12 Regional)       | 22 de Junio   | Mutuo Acuerdo  | 6° G2 | Martín Dall'Orso   | 25 de Junio   | Juv. Santo Domingo     |
| Santos FC             | Martín Dall'Orso (13-14 Regional)     | 13 de Julio   | Mutuo Acuerdo  | 5° G2 | Juan Bazalar       | 14 de Julio   | Comerciantes FC        |
| FC San Marcos         | José Collatti (1-14 Regional)         | 7 de Julio    | Mutuo Acuerdo  | 2° G1 | Sebastián García   | 10 de Julio   | Colón sub-20           |
| Univ. San Martín      | Víctor Rivera (1-14 Regional)         | 11 de Julio   | Mutuo Acuerdo  | 6° G2 | Paul Cominges      | 17 de Julio   | Alianza Universidad    |
| Deportivo Llacuabamba | José Soto (1 Regional-1 Final)        | 25 de Julio   | Mutuo Acuerdo  | 5° GD | Martín Hidalgo     | 25 de Julio   | Debut como entrenador  |